# John MacCormick
John MacDonald MacCormick (20 novembre 1904 - 13 octobre 1961) est un avocat écossais et un homme politique nationaliste écossais défenseur du Home Rule en Écosse.

## Jeunesse
MacCormick est né à Pollokshields, Glasgow, en 1904, fils de Donald MacCormick, un capitaine de marine originaire de l'île de Mull et de la première infirmière de district des îles occidentales. McCormick fait ses études à la Woodside School et étudie le droit à l'Université de Glasgow (1923–1928). Il s'implique en politique pendant qu'il est à l'université et rejoint le club travailliste de l'université de Glasgow et le parti travailliste indépendant en 1923. En septembre 1927, MacCormick quitte l'ILP et crée la Glasgow University Scottish Nationalist Association (GUSNA), qui est conçue pour promouvoir la culture et le nationalisme écossais et l'autonomie gouvernementale. L'association est suffisamment neutre pour agir en tant qu'intermédiaire honnête entre les différentes organisations nationalistes qui fusionneraient pour former le National Party of Scotland (NPS) en avril 1928. MacCormick est un orateur et un organisateur talentueux, et est secrétaire national du NPS. MacCormick est souvent connu sous son surnom de «King John», qui, selon lui, provient d'un chahut lors d'un débat auquel il participait lorsqu'il était question de savoir si une Écosse dévolue conserverait la monarchie ou serait une république, intervient quelqu'un qui dit: "non, ce sera un royaume et John MacCormick sera notre roi.".
L'échec du NPS à faire une percée électorale le conduit à remettre en question les tactiques et il conclut que l'aile fondamentaliste du parti effraye les électeurs en raison de son soutien au républicanisme et à l'indépendance. En conséquence, MacCormick lance une campagne pour redéfinir la politique du NPS, pour la rendre plus modérée et pour atténuer les revendications d'indépendance. Il se présente pour la première fois au Parlement comme candidat du NPS aux élections générales de 1929, et arrive troisième à Glasgow Camlachie, avec 1 646 voix . Il se présente également à Inverness aux élections générales de 1931.

## SNP
En 1932, MacCormick commence à faire des ouvertures au Parti écossais de droite, estimant que, comme le Parti écossais comprend un certain nombre de membres de "l'establishment" écossais, leur conversion à la cause du gouvernement autonome renforcerait la crédibilité des nationalistes. Pour obtenir un accommodement, MacCormick purge le NPS des éléments radicaux, et aligne la politique du NPS vers celle du Parti écossais. Ses efforts portent leurs fruits et, en 1934, les deux partis fusionnent pour former le Scottish National Party (SNP) . MacCormick lui-même n'est pas un politicien dogmatique et se décrit comme un radical, ce qui signifie une forme de libéral centriste. Sa réponse à l'échec du SNP à avoir un impact électoral au milieu des années 1930 est de rechercher des stratégies alternatives. Il considère que le problème fondamental est que, bien que de nombreuses personnes en Écosse soient favorables à l'autonomie, elles ne sont pas, dans l'ensemble, disposées à placer la question au-dessus des loyautés conventionnelles aux partis. La solution, fait valoir MacCormick, est de faire en sorte que les autres partis prennent au sérieux la question de l'autonomie et de montrer un soutien généralisé à la cause. En 1939, il lance l'idée d'une convention nationale écossaise, qui rassemblerait toutes les sections de la société écossaise et toutes les nuances de l'opinion politique écossaise en faveur de l'autonomie. Il prend contact avec les partis travailliste et libéral, et bien que la première réunion, prévue pour septembre 1939, ait été annulée en raison du déclenchement de la Seconde Guerre mondiale, MacCormick pousse les négociations tout au long de la guerre.
En tant que figure de proue du SNP, MacCormick subit de plus en plus d'attaques de la part des membres de la base pour son incapacité à maintenir la structure et l'organisation du parti. Il estime que sa stratégie préférée de coopération avec d'autres organisations signifie que le SNP n'a guère besoin de fonctionner comme un parti politique traditionnel . Il s'est efforcé de présenter un visage acceptable du nationalisme écossais et a beaucoup fait pour inverser la politique officielle de lutte contre la conscription du parti après le déclenchement de la Seconde Guerre mondiale . MacCormick se présente comme candidat du SNP pour Inverness aux élections générales de 1935 et aux élections partielles de 1937 à Glasgow Hillhead.
Il quitte le parti en 1942 après avoir échoué à le persuader d'adopter une position dévolutionniste plutôt que de soutenir totalement l'indépendance écossaise et en raison de la victoire de Douglas Young sur son candidat préféré, William Power, à la direction du SNP [. Avec un certain nombre de délégués insatisfaits à la conférence SNP de cette année-là, il crée la Convention écossaise pour faire campagne pour le gouvernement intérieur pour l'Écosse et forme ensuite la Scottish Covenant Association .

## Convention écossaise et Pacte écossais
MacCormick prend la décision de rejoindre le Parti libéral car il les considère comme le parti le plus étroitement lié à ses ambitions dévolutionnistes pour l'Écosse. Il se présente comme candidat libéral à Inverness aux élections générales de 1945 .
La Convention écossaise réussit en 1947 à mettre en place une assemblée dans le sens prévu en 1939. En 1951, MacCormick forme la Scottish Covenant Association, une organisation politique non partisane qui fait campagne pour obtenir la création d'une assemblée écossaise décentralisée . Cette alliance réussit à obtenir le soutien de tous les horizons politiques, ainsi que le soutien de l'opinion publique écossaise (plus de 2 millions de personnes ont signé une pétition demandant la convocation d'une assemblée). En 1948, il se présente comme candidat indépendant à l'élection partielle de Paisley, avec ce qu'il croyait à tort être le soutien des libéraux et des conservateurs, et il perd . Son échec discrédite les affirmations quant à la popularité du gouvernement autonome et sert en outre à renforcer l'idée selon laquelle la Convention écossaise est une organisation anti-travailliste. L'échec de MacCormick laisse le SNP avec le monopole de la cause autonomiste  .
MacCormick est élu recteur de l'Université de Glasgow en octobre 1950 . Il est recteur jusqu'en 1953. Il reçoit un doctorat honorifique en droit de l'université en 1951 . Cette association avec GUSNA voit également la formation d'une amitié politique avec un jeune étudiant en droit de l'Université de Glasgow, Ian Hamilton, qui a mené sa campagne pour être élu recteur. MacCormick est impliqué, avec Hamilton, dans l'enlèvement de la pierre du destin de l'Abbaye de Westminster le jour de Noël 1950 et son retour à l'abbaye d'Arbroath. Il monte également une contestation judiciaire, MacCormick c. Lord Advocate, sur le droit de la reine Elizabeth d'utiliser le titre de reine Elizabeth II, au motif qu'il n'y a pas eu de reine Elizabeth écossaise précédente .
En 1955, MacCormick fait publier un livre détaillant ses activités dans le mouvement autonomiste, intitulé The Flag in the Wind . Sa dernière tentative d'entrer au Parlement a lieu aux élections générales de 1959, quand il se présente pour le Parti libéral à Roxburgh, Selkirk et Peebles, terminant à nouveau deuxième .
Dans le film Stone of Destiny MacCormick est joué par Robert Carlyle.

## Vie privée
MacCormick épouse Margaret Isobel Miller en 1939, avec qui il a deux fils et deux filles. Leur fils aîné, Iain (1939–2014), est député du SNP pour Argyll de 1974 à 1979 et membre fondateur du Parti social-démocrate. Leur deuxième fils, Neil MacCormick (en) (1941–2009) est professeur regius de droit public et vice-principal de l'Université d'Édimbourg, et député SNP au Parlement européen de 1999 à 2004. Il est également l'oncle du journaliste et homme de télévision Donald MacCormick (en).
MacCormick est décédé le 13 octobre 1961. Ses funérailles ont lieu dans la chapelle de l'Université de Glasgow .